# 武汉音乐学院
武汉音乐学院，简称武音，是一所位于中國湖北省武汉市的音乐高等学府，位于两湖书院旧址。

## 歷史
1953年，中南文艺学院（前身為中原大学文艺学院及在1949年併入該學院的武昌艺术专科学校、1950年并入其中的湖南大学文艺学院）、华南人民文学艺术学院（前身為广东省立艺术专科学校、广州市立艺术专科学校、香港中华音乐院）和广西省立艺术专科学校（前身為广西省立艺术师资培训班）三校的音乐系組成了中南音乐专科学校。1958年，中南音乐专科学校又与武汉艺术师范学院合并成湖北艺术学院（1972-1978年間稱為湖北艺术专科学校）。1985年改現名。

## 机构设置
- 作曲系、音乐学系、民乐系、钢琴系、管弦系、声乐系、舞蹈系、音乐教育学院、演艺学院
- 研究生部、社会科学部、继续教育学院、附属中学、附属小学

## 历任院长
- 彭志敏
- 胡志平